# Praha-východ
Praha-východ ("Östprag", tjeckiska: Okres Praha-východ) är ett distrikt i Mellersta Böhmen i Tjeckien. Centralort är Prag.

## Komplett lista över städer och byar

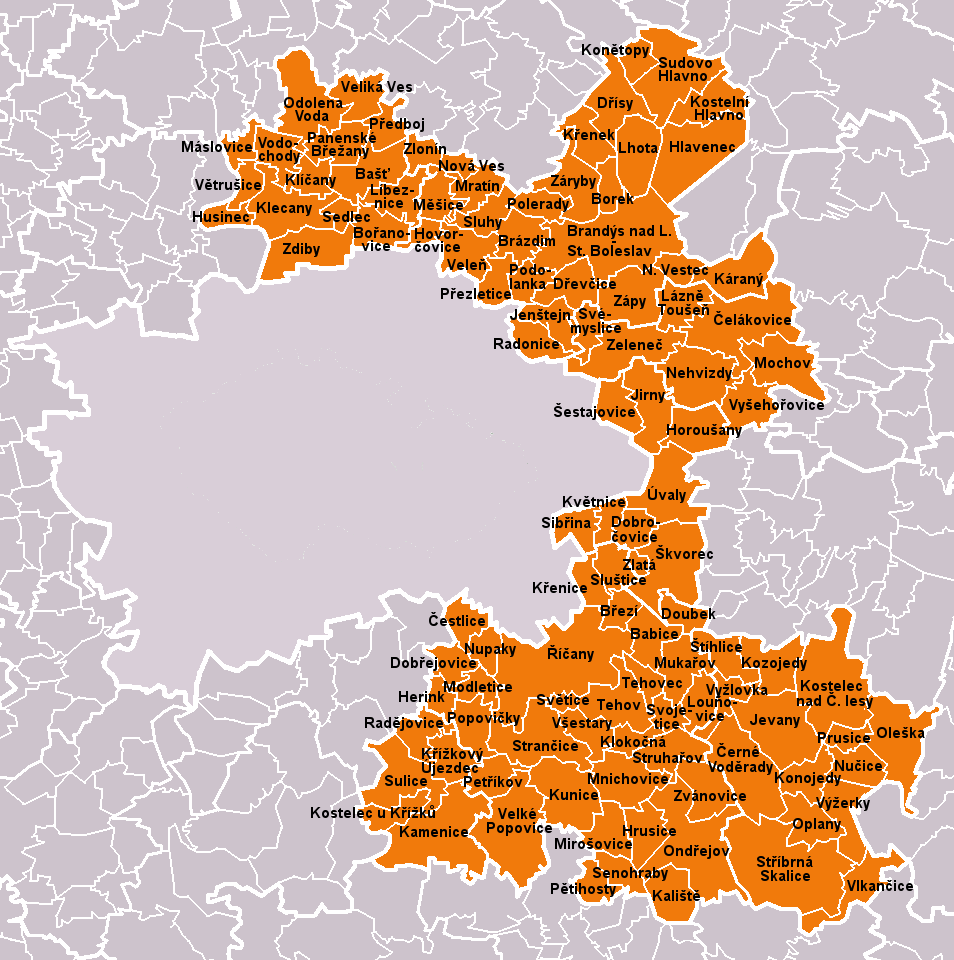
Städer och byar

(städer, köpstäder och byar)
- Babice
- Bašť
- Borek
- Bořanovice
- Brandýs nad Labem-Stará Boleslav
- Brázdim
- Březí
- Čelákovice
- Černé Voděrady
- Čestlice
- Dobročovice
- Dobřejovice
- Doubek
- Dřevčice
- Dřísy
- Herink
- Hlavenec
- Horoušany
- Hovorčovice
- Hrusice
- Husinec
- Jenštejn
- Jevany
- Jirny
- Kaliště
- Kamenice
- Káraný
- Klecany
- Klíčany
- Klokočná
- Konětopy
- Konojedy
- Kostelec u Křížků
- Kostelec nad Černými lesy
- Kostelní Hlavno
- Kozojedy
- Křenek
- Křenice
- Křížkový Újezdec
- Kunice
- Květnice
- Lázně Toušeň
- Lhota
- Líbeznice
- Louňovice
- Máslovice
- Měšice
- Mirošovice
- Mnichovice
- Modletice
- Mochov
- Mratín
- Mukařov
- Nehvizdy
- Nová Ves
- Nový Vestec
- Nučice
- Nupaky
- Odolena Voda
- Oleška
- Ondřejov
- Oplany
- Panenské Břežany
- Pětihosty
- Petříkov
- Podolanka
- Polerady
- Popovičky
- Prusice
- Předboj
- Přezletice
- Radějovice
- Radonice
- Říčany
- Sedlec
- Senohraby
- Sibřina
- Sluhy
- Sluštice
- Strančice
- Struhařov
- Stříbrná Skalice
- Sulice
- Sudovo Hlavno
- Sulice
- Svémyslice
- Světice
- Svojetice
- Šestajovice
- Škvorec
- Štíhlice
- Tehov
- Tehovec
- Úvaly
- Veleň
- Veliká Ves
- Velké Popovice
- Větrušice
- Vlkančice
- Vodochody
- Všestary
- Vyšehořovice
- Výžerky
- Vyžlovka
- Zápy
- Záryby
- Zdiby
- Zeleneč
- Zlatá
- Zlonín
- Zvánovice